# Demxinka
Demxinka (en rus: Демшинка) és un poble de l'óblast de Lípetsk, a Rússia, que el 2013 tenia 3 habitants. Pertany al districte rural de Griazi.